# Oleksandr Toupytsky
Oleksandr Toupytsky, né le 28 janvier 1963 à Biloziria, dans le raïon de Tcherkassy, est un juge ukrainien.

## Biographie
Il fait des études de droit à la Faculté de droit de l'université nationale Iaroslav le Sage de Kharkiv et il est juge à la Cour constitutionnelle depuis 2013 et président en 2019 et 2020 en remplacement de Natalia Chaptala.
Le 29 décembre 2020, il est suspendu de la présidence de la Cour constitutionnelle par Volodymyr Zelensky et remplacé par Serhiy Holovatyi. Le président lui reproche d'avoir « supprimé la responsabilité pénale pour les mensonges dans les déclarations obligatoires de patrimoine », ce qui saperait la politique anticorruption mise en avant par Volodymyr Zelensky. Le décret démettant Toupitsky de ses fonctions est d'abord annulé par la Cour suprême d'Ukraine en juillet 2021.
En mai 2022, le mandat d'Oleksandr Toupitsky expire définitivement.